# Isotta Fraschini Tipo 8 B

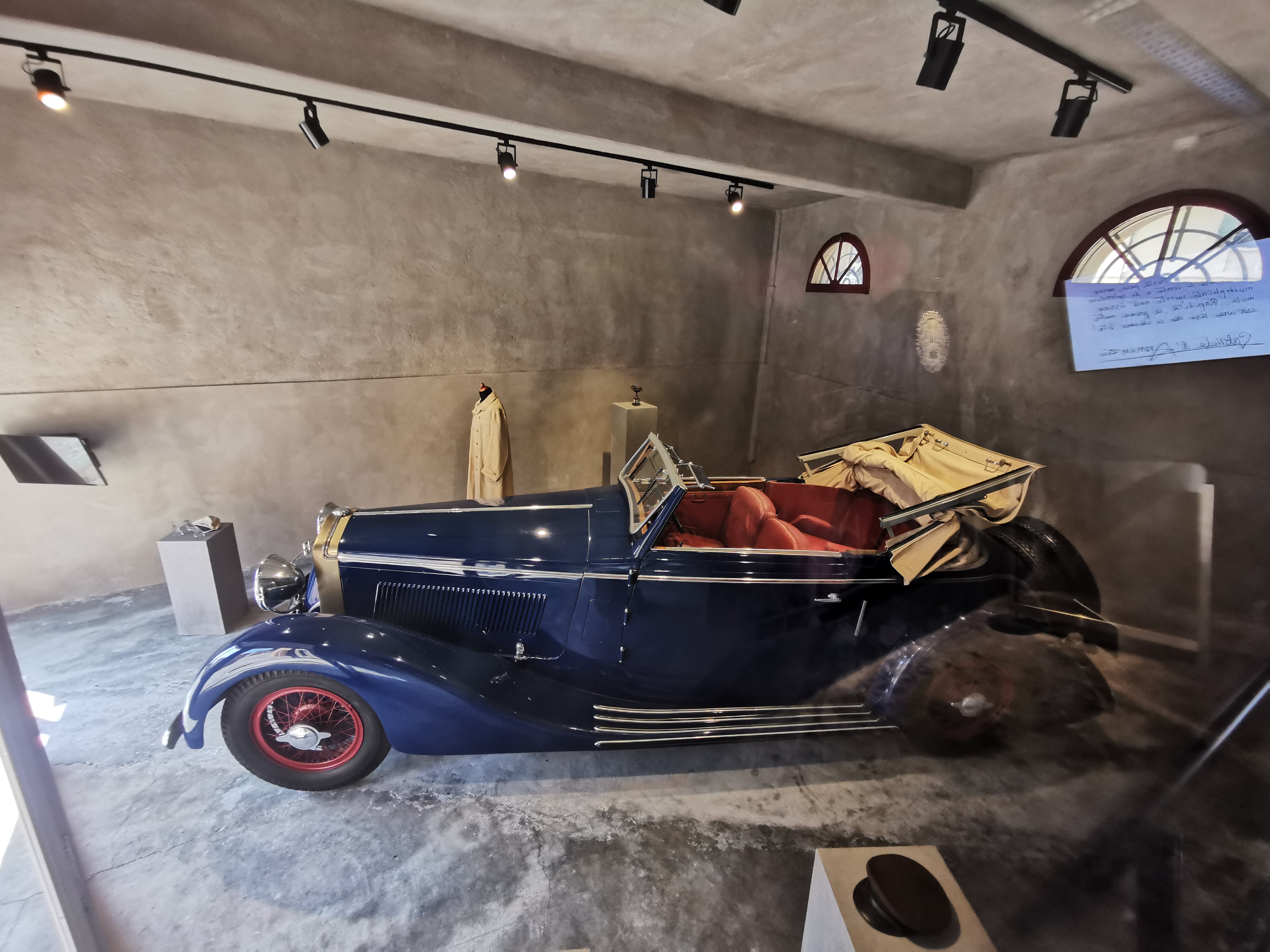
Isotta Fraschini Tipo 8 B

Der Isotta Fraschini Tipo 8 B ist ein Pkw-Modell der Oberklasse der italienischen Marke Isotta Fraschini.

## Beschreibung
Das Modell wurde im Frühjahr 1931 präsentiert. Es löste den Tipo 8 A ab. Die Abmessungen des Achtzylinder-Reihenmotors blieben unverändert. Allerdings war der Motorblock nicht mehr aus Leichtmetall, sondern aus einer Nickelstahllegierung. 95 mm Bohrung und 130 mm Hub ergeben 7372 cm³ Hubraum. Die Motorleistung ist mit 160 PS angegeben.
Zeittypisch ist der Motor vorn im Fahrgestell eingebaut und überträgt die Motorleistung über eine Kardanwelle an die Hinterräder. Die ersten Fahrzeuge erhielten ein Dreiganggetriebe mit Schrägverzahnung und Synchronisation. Später kam ein Wilson-Vorwählgetriebe mit vier Gängen zum Einsatz.
Das erneut verstärkte Fahrgestell hat 370 cm Radstand. Der Wasserkühler ist niedriger angeordnet als im Vorgänger. In Verbindung mit den kleineren Felgen, die nur noch 20 Zoll groß sind, wirkt das Fahrzeug niedriger. Bekannt sind Aufbauten als Limousine, Landaulet, Cabriolet und Roadster. Laut einer Quelle wurde bei diesem Modell einer der Hauptkritikpunkte der beiden Vorgängermodelle, die schwergängige Lenkung, wesentlich verbessert.
1935 endete die Produktion. Insgesamt wurden nur etwa 30 Fahrzeuge gefertigt, also wesentlich weniger als vom Vorgänger. Als Grund für den Absatzrückgang wird die Weltwirtschaftskrise von 1929 genannt, die die Luxuswagenhersteller hart traf. Eine andere Quelle gibt an, dass bis Juni 1932 bereits 52 Fahrgestelle fertiggestellt waren sowie Teile für 48 weitere. Etliche dieser Fahrgestelle erhielten nie eine Karosserie, sondern wurden ebenso wie die vorrätigen Teile verschrottet.
Erst nach dem Zweiten Weltkrieg erschien mit dem Tipo 8 C wieder ein Pkw der Marke.